# 坪生村
坪生村（つぼうそん）は、かつて広島県深安郡にあった村である。直後の深安郡深安町であり、現在の福山市坪生町である。

## 地理

### 概要
つぼう郷土史研究会という組織の手によって、継続的な地理の研究伝承がなされている。

### 山岳
- 馬鞍山 --- 146.1m
- 上土居山 - 131.8m
- 仁井山 --- 110.0m
- 神森山 ---- 95.3m
- 清水山 ---- 75.0m

### 河川
- 竹田川

## 沿革

### 概要
つぼう郷土史研究会によって、継続的な歴史の研究伝承がなされている。

### 深安町成立以前
| 西暦   | 和暦     | 月日     | 摘要                                                               | 脚注  |
| ------ | -------- | -------- | ------------------------------------------------------------------ | ----- |
| 1889年 | 明治22年 | 04月01日 | 町村制施行により深津郡坪生村が発足。                               | [ 1 ] |
| 1898年 | 明治31年 | 10月01日 | 深津郡と安那郡が合併し、深安郡を新設。                             | [ 1 ] |
| 1955年 | 昭和30年 | 03月31日 | 深安郡同村と同郡大津野村、同郡春日村と合併し深安町を新設して消滅。 | [ 1 ] |

## 行政

### 廃止時点での役職
同村と他の2村が新設合併したため編入前日までの任期となった。以下に各役職を列挙する。
- 村長は、4代目の橋本勝太である。
- 助役は、掛合一雄である。
- 収入役は、神原軒三である。
- 議長は、桑田員一である。
- 副議長は、掛合達三郎である。

### 歴代役職
| 通算代数 | 氏名         | 就任年月日     | 退任年月日     | 脚注  |
| -------- | ------------ | -------------- | -------------- | ----- |
| 01代     | 桑田平右衛門 | 1889年05月31日 | 1893年10月16日 | [ 1 ] |
| 02代     | 掛谷俊作     | 1893年10月17日 | 1925年11月20日 | [ 1 ] |
| 03代     | 内山利一     | 1925年11月12日 | 1946年10月26日 | [ 1 ] |
| 04代     | 橋本勝太     | 1946年11月22日 | 1955年03月31日 | [ 1 ] |

## 交通

### 鉄道
同村廃止時点において、村内は鉄道未通過である。
- 日本国有鉄道の最寄駅は山陽本線大門駅である。
- 井笠鉄道の最寄駅は神辺線御領駅である。

### 道路
国道
同村廃止時点において、村内は国道未通過である。
主要地方道
同村廃止時点において、村内は主要地方道未通過である。
一般県道
- 広島県道下御領笠岡線 - 1970年廃止。現在の広島県道76号神辺大門線と広島県道379号坪生福山線。
- 広島県道坪生福山線 - 現在の広島県道379号坪生福山線。
- 広島県道坪生大門線 - 1994年廃止。現在の広島県道76号神辺大門線。

## 教育

### 小学校
- 坪生村立坪生小学校

### 中学校
村内に中学校はない。同村域が福山市に被編入となった後の1986年度までは、特別な事情なき生徒は市村春日村坪生村引野村学校組合立培遠中学校に通学していた。

## 同村出身の人物
- 掛谷宗一 - 日本の数学者。
- 桑田笹舟 - 日本の書道家。